# Noah Vandenbranden
Noah Vandenbranden (Meise, 29 luglio 2002) è un pistard e ciclista su strada belga che corre per il Team Flanders-Baloise, professionista dal 2023.

## Palmarès

### Strada
- 2021 (ACROG-Tormans)

PK Tijdrijden Vlaams-Brabant U23

### Pista
- 2018

Campionati belgi, Velocità Junior
- 2020

Campionati europei, Chilometro a cronometro Junior
- 2023

Belgian Track Meeting, Inseguimento individuale
Campionati europei, Inseguimento individuale Under-23
Campionati europei, Corsa a punti Under-23
Three Days Aigle, Inseguimento individuale
Campionati belgi, Inseguimento individuale
- 2024

Belgian Track Meeting, Inseguimento individuale
Campionati europei, Inseguimento individuale Under-23
Campionati europei, Omnium Under-23
Three Days Aigle, Inseguimento individuale
Three Days Aigle, Scratch
Three Days Aigle, Americana (con Jules Hesters)
Three Days Aigle, Omnium
Campionati belgi, Americana (con Jasper De Buyst)
Campionati belgi, Omnium
- 2025

Campionati belgi, Chilometro a cronometro
Campionati belgi, Inseguimento individuale

## Piazzamenti

### Competizioni mondiali
- Campionati del mondo su strada

Zurigo 2024 - Cronometro Under-23: 29º
- Campionati del mondo su pista

Francoforte sull'Oder 2019 - Scratch Junior: 21º
Francoforte sull'Oder 2019 - Corsa a punti Junior: 19º
Francoforte sull'Oder 2019 - Chilometro a cronometro Junior: 9º
Roubaix 2021 - Inseguimento a squadre: 10º
Saint-Quentin-en-Yvelines 2022 - Inseguimento a squadre: 8º
Glasgow 2023 - Inseguimento a squadre: 9º
Ballerup 2024 - Inseguimento individuale: 5º
- Giochi olimpici

Parigi 2024 - Inseguimento a squadre: 8°

### Competizioni continentali
- Campionati europei su strada

Limburgo 2024 - Staffetta mista Elite: 3º
- Campionati europei su pista

Gand 2019 - Chilometro a cronometro Junior: 6º
Gand 2019 - Inseguimento a squadre Junior: 7º
Gand 2019 - Inseguimento individuale Junior: 16º
Gand 2019 - Americana Junior: 10º
Fiorenzuola d'Arda 2020 - Inseguimento a squadre Junior: 6º
Fiorenzuola d'Arda 2020 - Scratch Junior: 2º
Fiorenzuola d'Arda 2020 - Chilometro a cronometro Junior: vincitore
Fiorenzuola d'Arda 2020 - Omnium Junior: 9º
Fiorenzuola d'Arda 2020 - Americana Junior: 4º
Apeldoorn 2021 - Inseguimento individuale Under-23: 8º
Apeldoorn 2021 - Chilometro a cronometro Under-23: 5º
Apeldoorn 2021 - Inseguimento a squadre Under-23: 8º
Grenchen 2021 - Inseguimento a squadre: 7º
Grenchen 2021 - Inseguimento individuale: 13º
Anadia 2022 - Inseguimento individuale Under-23: 4º
Anadia 2022 - Inseguimento a squadre Under-23: 2º
Anadia 2022 - Americana Under-23: 4º
Grenchen 2023 - Inseguimento a squadre: 5º
Grenchen 2023 - Inseguimento individuale: 8º
Anadia 2023 - Inseguimento individuale Under-23: vincitore
Anadia 2023 - Corsa a punti Under-23: vincitore
Anadia 2023 - Inseguimento a squadre Under-23: 3º
Anadia 2023 - Americana Under-23: 2º
Apeldoorn 2024 - Inseguimento a squadre: 6º
Apeldoorn 2024 - Inseguimento individuale: 14º
Cottbus 2024 - Inseguimento individuale Under-23: vincitore
Cottbus 2024 - Omnium Under-23: vincitore
Cottbus 2024 - Inseguimento a squadre Under-23: 2º
Cottbus 2024 - Americana Under-23: 3º